# Bishopina
Bishopina is een geslacht van kreeftachtigen uit de klasse van de Ostracoda (mosselkreeftjes).

## Soorten
- Bishopina atjehensis (Kingma, 1948) Howe & Mckenzie, 1989
- Bishopina guhai (Jain, 1978)
- Bishopina spinulosa (Brady, 1868) Howe & Mckenzie, 1989